# 弗拉西内莱-波莱西内
弗拉西内莱-波莱西内（義大利語：Frassinelle Polesine）是意大利威尼托大区罗维戈省的一个市镇，人口约1600人（2004年）。